# Acoso textual (novela)
Acoso textual es una novela epistolar del escritor ecuatoriano Raúl Vallejo, publicada en 1999 por Editorial Planeta. La obra es considerada una de las novelas pioneras de la literatura hispanoamericana en cuanto al uso de correos electrónicos como herramienta narrativa.
La novela examina temáticas tales como la soledad, la muerte y la búsqueda y construcción de la identidad del individuo en la era digital. La trama de la obra explora estos temas a través de la comunicación por correos electrónicos de <banano>, un ser ambiguo y andrógino que contacta internautas de origen diverso utilizando distinto género, personalidad e intereres.
La idea original de la obra surgió durante un periodo en que Vallejo vivió en Arkansas. Un día en que se encontraba en un salón de computación, un grupo de mujeres originarias del Medio Oriente y vestidas con burkas ingresaron a la sala y comenzaron a reír mientras conversaban y usaban los ordenadores. La imagen llevó a Vallejo a pensar en cómo tras los burkas se ocultaba una identidad y que él mismo, al encontrarse chateando desde una computadora, también ocultaba su identidad tras la máscara que resultaba la pantalla, lo que fue el primer germen de la novela.

## Personajes
La novela cuenta con los siguientes personajes (identificados por sus nombres de usuario):
- <banano>: es el o la protagonista de la novela, varía de identidad dependiendo con quien se comunique.
- <azucena>: es una muchacha de Barcelona. (<banano>) se presenta ante ella como un hombre que la enamora utilizando lenguaje romántico y tierno.
- <nostálgico>: es un ejecutivo y donjuán argentino a quien (<banano>) seduce mostrándose como una estudiante ecuatoriana de ciencias políticas.
- <enquirer>: es una ama de casa de Texas con quien (<banano>), ahora un estudiante de periodismo, explora sus ansias lujuriosas.
- <pozole>: es un mexicano experto en gastronomía con quien (<banano>) discute sobre distintos placeres culinarios.
- <sabrina>: es una estudiante feminista, crítica e inteligente. (<banano>), que se presenta como una muchacha de igual ideología, discute con ella sobre libertades y confidencias.
- <bicho>: es un intelectual de Stanford con quien (<banano>), como personaje femenino, tiene conversaciones intelectuales sobre literatura y otros temas académicos.

## Recepción
La novela ganó el Premio Joaquín Gallegos Lara a la mejor novela publicada en 1999 y el Premio Nacional de Libro en 2000.
La crítica literaria Cecilia Ansaldo alabó la obra, en particular la forma de analizar los anhelos y dificultades humanas de cara a realidades creadas por nuevas tecnologías. El escritor Abdón Ubidia, por su lado, se refirió positivamente a la estructura de la novela, al ingenio del autor y a la temática de conflicto entre la identidad del individuo y las representaciones de la misma, calificando la novela como "inteligente, aguda y muy fina literatura".
El escritor Nelson Fredy Padilla elogió en El Espectador "la propuesta estética", "la madurez en el uso del lenguaje", "la eficacia del argumento" y "la verosimilitud de los personajes", además de aseverar que la novela representaba un ejemplo de "cómo ficcionalizar esta época impersonal, fragmentada, donde la identidad de todos se torna difusa y la ambigüedad de la condición humana queda expuesta como nunca antes".